# Portatrajes

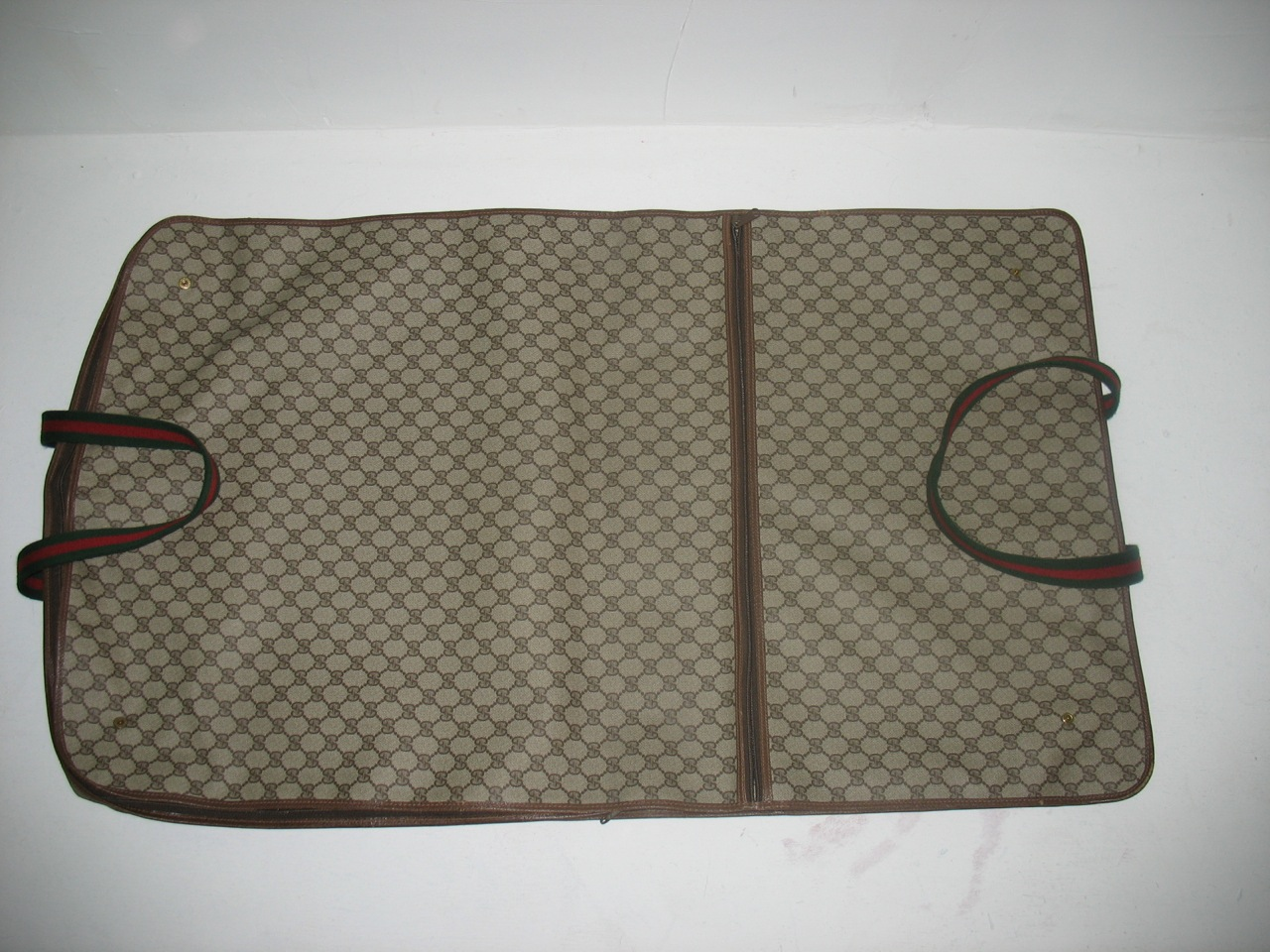
Portatrajes

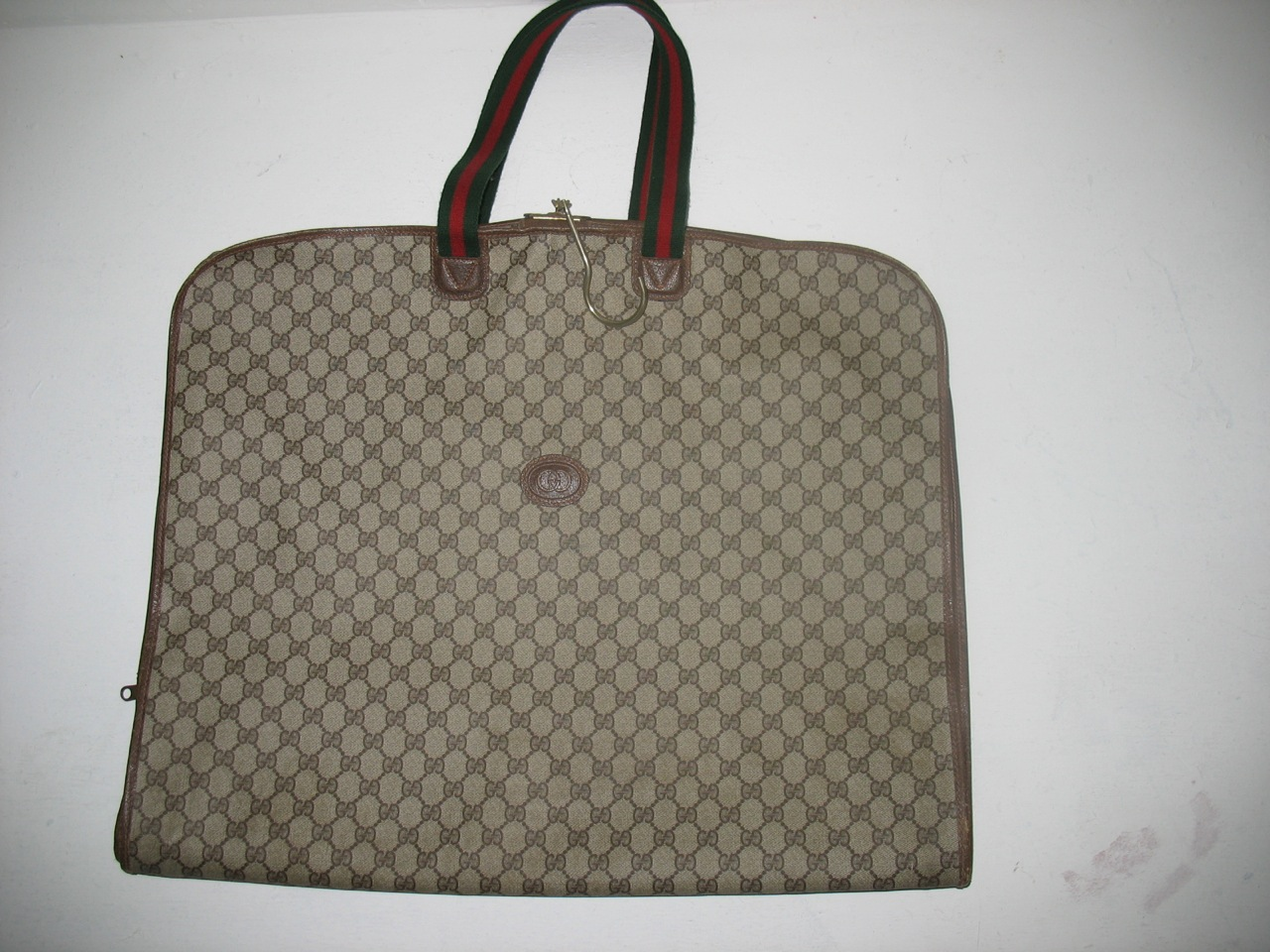
Portatrajes cerrado

Un portatrajes es un recipiente, bolso, saco de tela impermeable o contenedor de un material flexible, utilizado generalmente para llevar trajes, americanas, vestidos con comodidad o también para protegerlos del polvo, líquidos  químicos al tenerlos colgados en el armario. Un portatrajes se puede utilizar como maleta principal.
Los portatrajes son adecuados para trajes, vestidos, vestidos de noche, trajes de etiqueta e incluso se pueden colgar camisas de vestir, pantalones, un conjunto tipo esmoquin o lo que elija el usuario. Un modelo sencillo puede servir para proteger el esmoquin o un traje formal lo suficiente para un viaje de una noche.

## Tipos
Los modelos más sencillos suelen llevar una cremallera, que abre de arriba abajo, en la mitad de  una de las caras. Pueden estar hechos de distintos materiales: tela, cuero, plástico, etc. Algunos portatrajes vienen con ruedas.
Los portatrajes pueden tener un asa para el transporte o también una correa para llevarlos colgados al hombro. Vienen en diferentes formas y tamaños dependiendo de la longitud de las prendas que van a contener (americanas, abrigos, vestidos de novia, etc.). Hay un tipo de portatrajes de poco espesor con dos asas que se pueden plegar por la mitad para llevarlos fácilmente con una mano.

## Calidades y tallas
Hay gran cantidad portatrajes en el mercado, en todos los rangos de precios. Al igual que con todo tipo de equipaje, hay que elegir el que más se ajuste a las necesidades, considerando en primer lugar la duración del viaje, así como la ropa que se va a llevar.
Hay hasta cuatro medidas portatrajes, a saber: 80, 90, 110 o 130 centímetros de largo. Si se elige la medida más larga, hay que prever que se doble en tres partes para que pueda caber debajo del asiento del avión.

## Peligros
Hay que tener mucho cuidado con ciertos tipos de portatrajes de plástico fino y "no transpirable" ya que los niños pueden jugar con ellos introduciendo la cabeza dentro, hecho que les puede cortar el suministro de oxígeno impidiendo la respiración, pudiendo causar la muerte por asfixia.